# Эррера, Фелипе
Фелипе Эрре́ра Лейн (исп. Felipe Herrera Lane; 17 июня 1922 — 17 сентября 1996) — чилийский учёный-экономист, юрист и политик-социалист. Некоторое время занимал пост государственного министра во время второго правительства президента Карлоса Ибаньеса дель Кампо. Он был первым президентом Межамериканского банка развития, где он приобрел репутацию «девелопменталиста».

## Биография
Изучал право и общественные науки в Чилийском университете в городе Сантьяго, где был студенческим лидером и в 1945 году был избран президентом Федерации студентов Чилийского университета FECH. В 1947 году был приведён к присяге как юрист. Также в 1950—1951 годах учился в Лондонской школе экономики на стипендию от британского правительства. Был профессором политической экономии в университете Сантьяго с 1947 по 1958 год.
Был членом Социалистической партии Чили (и Народной социалистической партии до 1957 года).
В 1952 году помощник секретаря по вопросам экономики и торговли Чили; в 1953 министр финансов Чили; в 1953—1958 генеральный управляющий Центрального банка Чили; в 1958—1960 директор-исполнитель Международного валютного фонда, в 1960—1971 президент Межамериканского банка развития. По возвращении в Чили участвовал в левом правительстве президента Сальвадора Альенде.
В 1970-е был консультантом ЮНЕСКО, в 1976 году избран президентом Совета директоров Фонда содействия культуре ЮНЕСКО. Участвовал в работе международных организаций по образованию и охране окружающей среды. Был главным координатором Программы совместного изучения латиноамериканской экономической интеграции.
В 1988 году он был одним из основателей оппозиционного пиночетовской диктатуре политического движения «Независимые за демократический консенсус».

## Кампания за пост Генерального секретаря ООН
Эррера был выдвинут правительством Альенде на пост Генерального секретаря Организации Объединённых Наций на выборах 1971 года. Он получил широкую поддержку среди стран Латинской Америки, включая даже правые правительства вроде военной хунты Аргентины. Однако Соединённые Штаты выступали против любого кандидата, выдвинутого правительством социалиста Альенде, утверждая, что Эррера «в придачу был плохим менеджером». 5 ноября 1971 года посол США в ООН Джордж Буш-старший встретился с Эррерой и сообщил, что его страна не поддержат его кандидатуру. Однако кампания Эрреры получила новый толчок, когда место Китая в Организации Объединенных Наций было передано от Тайваня к КНР, которая считала его одним из двух лучших кандидатов на пост Генерального секретаря.
В первом туре голосования Эррера занял третье место, но был заблокирован США. Во втором туре он разделил то же третье место, но вновь натолкнулся на амеркианское вето. Эррера впоследствии снял свою кандидатуру в пользу Карлоса Ортиса де Росаса из Аргентины, который занял первое место в третьем туре, однако того отклонил уже Советский Союз. Таким образом, Латинская Америка выдвинула кандидатов с противоположных концов идеологического спектра, однако оба они были ветированы противоборствующими сверхдержавами. Впроче, латиноамериканец оказался темной лошадкой среди кандидатов, одержавших победу в отборе 1981 года .

## Сочинения
Автор ряда исследований по валютно-финансовым проблемам.
- Curso de política económica, S., 1950.
- Los fundamentos de la política fiscal; teoría у práctica, S., 1952 (2 ed., 1965).
- América Latina integrada, B. Aires, [1964].
- El desarrollo de América Latina у su financiamiento, Madrid, [1967].
- Nacionalismo latinoamericano, S., [1967].
- América Latina: experiencias y desafíos, 1974.